# Daniel Fignolé
Daniel Fignolé (Pestel, 11 de noviembre de 1913 - Puerto Príncipe, 27 de agosto de 1986) fue un político haitiano que ocupó las funciones de Presidente de la República, provisionalmente, en 1957.

## Biografía
Profesor de Matemáticas en el Lycée Alexandre-Pétion de Puerto Príncipe, se unió al movimiento sindical y en 1946 fundó el Movimiento Obrero Campesino junto con François Duvalier y Clément Jumelle. Sus virulentos discursos le valieron una reputación como defensor de las personas de los barrios de clase trabajadora. Nombrado ministro en el gobierno de Dumarsais Estime, se enfrenta a la hostilidad de Paul E. Magloire que, convertido en presidente, lo hace encarcelar. Favorable a la acción política sobre el terreno, Fignole se jacta de ser capaz de lanzar a sus seguidores negros a las calles.
En mayo de 1957, pocas semanas después del derrocamiento del presidente interino Franck Sylvain por una coalición militar, una guerra civil estaba destrozando al país. El "Consejo Ejecutivo de Gobierno" decidió confiar la presidencia provisional a Daniel Fignole, quien asumió el cargo el 26 de mayo de 1957.
Apenas designado, Fignole pospone las elecciones presidenciales programadas para el mes siguiente y decidió ejercer el poder durante seis años. Impuso una purga en el ejército para eliminar a los oficiales que se le oponían y exigió puestos para sus militantes. Estas disposiciones desagradaron al Jefe de Estado Mayor que el propio Fignole había elegido, el General Antonio Thrasybule Kébreau. El 14 de junio de 1957, el General tomó el palacio presidencial con sus soldados y obligó a Fignole a firmar una carta de renuncia, y luego lo expulsó a Miami a bordo de un avión del ejército. Al día siguiente, Kébreau anunció en la radio que un "Consejo Militar del Gobierno", formado por él mismo y dos acólitos, aseguraría la transición hasta la celebración de elecciones libres.
Dos días después, el rumor del asesinato de Fignole provocó una reacción violenta por parte de sus partidarios, quienes prendieron fuego a edificios y saquearon un edificio administrativo. Kébreau reprimió severamente los disturbios y muchos manifestantes fueron baleados o arrestados.
Cuando Jean-Claude Duvalier cayó en 1986, Fignolé regresó a Haití después de 29 años de exilio. Cinco meses después, murió de cáncer de próstata en el hospital Canapé Vert de Puerto Príncipe.